# Czerwin
Czerwin – wieś sołecka w Polsce położona w województwie mazowieckim, w powiecie ostrołęckim, w gminie Czerwin.
| SIMC    | Nazwa           | Rodzaj    |
| ------- | --------------- | --------- |
| 1056735 | Czerwin-Kolonia | część wsi |

## Charakter miejscowości
Czerwin leży nad niewielką rzeką Orz, będącą dopływem Narwi. Miejscowość liczy ok. 800 mieszkańców. Składa się z kilkunastu ulic.
Czerwin jest siedzibą gminy Czerwin.
We wsi znajdują się m.in. urząd gminy, szkoła podstawowa oraz średnia, gimnazjum, ośrodek pomocy społecznej, kościół, cmentarz, sklepy i zakłady usługowe.

## Historia
Pierwsza wzmianka o Czerwinie pochodzi z końca XIV w. Na początku XVI w. miejscowość była dużą i znaczącą wsią, spełniającą nie tylko funkcje rolnicze. Istniały tu m.in. kościół, szkoła i karczma, odbywały się jarmarki, zaś ludność poza chłopami stanowili też rzemieślnicy. Wieś szlachecka Czerwino położona była w drugiej połowie XVI wieku w powiecie ostrowskim ziemi nurskiej. W czasie potopu szwedzkiego Czerwin został zniszczony, a następnie miejscowość znacznie podupadła. W II poł. XVII w. liczyła niespełna 40 mieszkańców.
W latach 1921–1939 ówczesna osada miejska i folwark leżał w województwie białostockim, w powiecie ostrołęckim, w gminie Czerwin.
Według Powszechnego Spisu Ludności z 1921 roku zamieszkiwało:
- osadę – 362 osoby, 144 było wyznania rzymskokatolickiego a 217 mojżeszowego. Jednocześnie wszyscy mieszkańcy zadeklarowali polską przynależność narodową. Było tu 27 budynków mieszkalnych
- folwark – 197 osób w 5 budynkach mieszkalnych[8]. Majątek posiadał T. Rudnicki (459 mórg). Była tu gorzelnia, trzy wiatraki i młyn[9].

Miejscowości należały do miejscowej parafii rzymskokatolickiej. Podlegały pod Sąd Grodzki w Ostrołęce i Okręgowy w Łomży. Był tu również urząd pocztowy.
W wyniku agresji niemieckiej we wrześniu 1939 roku wieś znalazła się pod okupacją niemiecką i przez cały jej okres do 1945 roku wchodziła w skład Generalnego Gubernatorstwa.
W latach 1954–1972 wieś należała i była siedzibą władz gromady Czerwin. W latach 1975–1998 miejscowość administracyjnie należała do województwa ostrołęckiego.

## Zabytki
- Barokowy kościół pw. Trójcy Przenajświętszej z 1777 r.
- Bramy cmentarza parafialnego z 1854 i z 1890 r.
- Neogotycka kaplica nagrobna rodziny Andlauerów z 1890 r.
- Dwór z przełomu XVIII i XIX w.

## Kościół i parafia
Parafia w Czerwinie pw. Trójcy Przenajświętszej została erygowana w 1442 r. przez ówczesnego biskupa płockiego Pawła Giżyckiego.
Budynek obecnego kościoła jest kolejną świątynią w historii Czerwina. Jest to obiekt murowany; zbudowany został w 1777 r. w stylu barokowym, zaś fundatorami budowy byli J. i M. Celińscy. W latach 1995–2000 kościół został częściowo wyremontowany. Oskarpowane prezbiterium obecnej budowli jest pozostałością starszego, późnogotyckiego kościoła z pocz. XVI w.
Obok kościoła znajduje się plebania z połowy lat 70. XX w.